# Brian Pockar
Brian James Pockar (ur. 27 października 1959 w Calgary, zm. 28 kwietnia 1992 tamże) – kanadyjski łyżwiarz figurowy, startujący w konkurencji solistów. Uczestnik igrzysk olimpijskich w Lake Placid (1980), brązowy medalista mistrzostw świata (1982), brązowy medalista mistrzostw świata juniorów (1976) oraz 3-krotny mistrz Kanady (1978–1980).
Po zakończeniu kariery amatorskiej w 1982 roku rozpoczął występy w rewii łyżwiarskiej Stars on Ice i pracował jako choreograf.
Zmarł w wieku 32 lat na skutek powikłań związanych z AIDS. Scott Hamilton, amerykański medalista olimpijski, ujawnił Pockara jako homoseksualistę w autobiografii, zatytułowanej Landing It: My Life on and Off the Ice.

## Osiągnięcia
| Zawody                                | 73–74          | 74–75          | 75–76          | 76–77          | 77–78          | 78–79          | 79–80          | 80–81          | 81–82          |                |                |                |                |                |                |                |                |
| Międzynarodowe                        | Międzynarodowe | Międzynarodowe | Międzynarodowe | Międzynarodowe | Międzynarodowe | Międzynarodowe | Międzynarodowe | Międzynarodowe | Międzynarodowe | Międzynarodowe | Międzynarodowe | Międzynarodowe | Międzynarodowe | Międzynarodowe | Międzynarodowe | Międzynarodowe | Międzynarodowe |
| ------------------------------------- | -------------- | -------------- | -------------- | -------------- | -------------- | -------------- | -------------- | -------------- | -------------- | -------------- | -------------- | -------------- | -------------- | -------------- | -------------- | -------------- | -------------- |
| Igrzyska olimpijskie                  |                |                |                |                |                |                | 12             |                |                |                |                |                |                |                |                |                |                |
| Mistrzostwa świata                    |                |                |                | 14             | 10             | 13             | 9              | 8              | 3              |                |                |                |                |                |                |                |                |
| Grand Prix International St. Gervais  |                |                |                |                | 2              |                |                |                |                |                |                |                |                |                |                |                |                |
| Nebelhorn Trophy                      |                |                |                |                | 4              |                |                |                |                |                |                |                |                |                |                |                |                |
| Skate Canada International            |                |                |                | 11             | 5              | 3              |                | 2              |                |                |                |                |                |                |                |                |                |
| Międzynarodowe: Kategorie młodzieżowe |                |                |                |                |                |                |                |                |                |                |                |                |                |                |                |                |                |
| Mistrzostwa świata juniorów           |                |                | 3              |                |                |                |                |                |                |                |                |                |                |                |                |                |                |
| Krajowe                               |                |                |                |                |                |                |                |                |                |                |                |                |                |                |                |                |                |
| Mistrzostwa Kanady                    | 3 J            |                |                | 2              | 1              | 1              | 1              | 2              | 2              |                |                |                |                |                |                |                |                |